# Nigel Terry
Nigel Terry (Bristol, 15 agosto 1945 – Bristol, 30 aprile 2015) è stato un attore britannico.

## Biografia
Nato a Bristol, Inghilterra, fu educato presso la Truro School in Cornovaglia. Finiti gli studi ordinari, entrò a far parte della Bristol Old Vic Theatre School, per poi approdare alla Royal Shakespeare Company, divenendo un intenso interprete teatrale. La sua interpretazione più rilevante è da considerarsi nell'opera Pericle, principe di Tiro di Shakespeare, nel ruolo di Pericle. Nel 1989 produsse anche La duchessa di Amalfi di John Webster.
Al cinema debuttò nel 1968 in Il leone d'inverno, a fianco di Peter O'Toole, Katharine Hepburn e Anthony Hopkins. Tredici anni dopo riapparve sugli schermi nell'eccentrico e ambizioso Excalibur (1981) di John Boorman, nel ruolo di Re Artù, con un'interpretazione intensa e commovente che gli diede popolarità. Da citare anche la sua partecipazione ai film Cristoforo Colombo - La scoperta (1992), con Marlon Brando, e Troy (2004), con Brad Pitt.
Attivissimo anche per la televisione, fu il protagonista della serie medievale Covington Cross, trasmessa nel 1992; apparve in Casualty, e in un episodio di Doctor Who. Nel 2006 fece parte del cast del film Barbanera, prodotto da Hallmark. Morì di enfisema polmonare il 30 aprile 2015, a 69 anni.

### L'incontro con Derek Jarman
Dalla metà degli anni 80 fu sensibile interprete del cinema personale e artistico di Derek Jarman, cui era spiritualmente affine. Con il regista inglese (morto nel 1994) girò 5 film: dopo la straordinaria performance in Caravaggio (1986), nel ruolo del tormentato pittore, seguirono i poetici e disperati The Last of England (1988), War Requiem (1989), ultima interpretazione di Laurence Olivier, in cui Terry fu voce fuori campo, Edoardo II (1991), libero adattamento del testo di Christopher Marlowe, in cui fu particolarmente efficace nel cupo ruolo di Mortimer, e Blue (1993), dove è ancora ipnotico narratore.

## Filmografia
- Il leone d'inverno (The Lion in Winter), regia di Anthony Harvey (1968)
- Excalibur, regia di John Boorman (1981)
- Sylvia, regia di Michael Firth (1985)
- Déjà vu, regia di Anthony B. Richmond (1985)
- Caravaggio, regia di Derek Jarman (1986)
- The Last of England, regia di Derek Jarman (1988)
- War Requiem, regia di Derek Jarman (1989)
- Edoardo II (Edward II), regia di Derek Jarman (1991)
- Cristoforo Colombo - La scoperta (Christopher Columbus: The Discovery), regia di John Glen (1992)
- Blue, regia di Derek Jarman (1993)
- The Hunchback, regia di Peter Medak (1997)
- On Wings of Fire (2001)
- I vestiti nuovi dell'imperatore (The Emperor's New Clothes), regia di Alan Taylor (2001)
- The Search for Gissin (2001)
- The Ride (2002)
- Paura.com (FeardotCom), regia di William Malone (2002)
- La storia di Moab (2003)
- Antwerp (2003)
- Troy, regia di Wolfgang Petersen (2004)
- Mercurio rosso (2005)

## Televisione
- 1967 - "Estate a teatro" (serie tv, partecipazione ad un episodio)
- 1967 - "Kenilworth" (film tv)
- 1968 - "Le avventure di Sherlock Holmes" (serie tv, episodio "L'interprete greco").
- 1968 - "Ragazzi e ragazze" (serie tv, partecipazione ad un episodio)
- 1969 - "BBC gioco del mese" (serie tv, partecipazione ad un episodio)
- 1970 - "Randall e Hopkirk" (serie tv, partecipazione ad un episodio)
- 1975 - "Flame" (Musical)
- 1982 - "Le allegre comari di Windsor" (Pistol); BBC Shakespeare Television
- 1987 - "Up line" (film tv)
- 1988 - "Wipe out" (miniserie tv, Dr Fairling)
- 1991 - "The Bill" (serie tv, partecipazione ad un episodio)
- 1991 - "Zorro" (serie tv, partecipazione ad un episodio)
- 1992 - "La casa orchidea" (serie tv, Master)
- 1992 - "Covington Cross" (serie tv, sir Thomas Grey)
- Highlander (Highlander: The Series) – serie TV, episodio 1x19 (1993)
- 1994 - "Circostanze sospette" (serie tv, partecipazione ad un episodio)
- 1994 - "Wycliffe" (serie tv, partecipazione ad un episodio)
- 1995 - "L'avvocato del diavolo" (film tv)
- 1995 - "The Vet" (serie tv, partecipazione ad un episodio)
- 1995 - "Il ritrovo dell'omicidio" (miniserie tv, Kepler)
- 1996 - "Promessa non mantenuta" (serie tv, partecipazione ad un episodio)
- 1997 - "Il gobbo di Notre Dame" (film tv, Re Luigi)
- 1998 - "Il riflusso della marea" (film tv)
- 1999 - "Testimone silenzioso" (serie tv, partecipazione ad un episodio)
- 2000 - "Holby City" (serie tv, partecipazione ad un episodio)
- 2001 - "Storia della Bretagna" (documentario)
- 2002 - "Crimine e punizione" (film tv)
- 2003 - "Danielle Cable: Testimone oculare (film tv)
- 2003 - "La morsa" (miniserie tv, partecipazione ad un episodio)
- 2004 - "Cutting it" (miniserie tv, partecipazione ad un episodio)
- 2004 - "Waking the dead (serie tv, partecipazione ad un episodio)
- 2004 - "Fiumi di guerra" (miniserie tv, partecipazione ad un episodio)
- 2004 - "Derek Jarman: vita e arte (documentario)
- 2005 - "Anime di mare" (miniserie tv, partecipazione a due episodi)
- 2005 - "Cattiveria con premeditazione" (film tv)
- 2005 - "Spettri" (serie tv, partecipazione a due episodi)
- 2006 - "Barbanera" (film tv)
- 2007 - "L'ora della tua vita" (miniserie tv, Jack)
- 2007 - "Pelle sensibile" (serie tv, partecipazione ad un episodio)
- 2007 - "Casualty" (serie tv, partecipazione a due episodi)
- 2008 - "Doctor Who (serie tv, partecipazione ad un episodio)
- Miss Marple (Agatha Christie's Marple) - serie TV, episodio 4x03 (2009)

## Doppiatori italiani
- Francesco Carnelutti in Caravaggio, Edoardo II, Blue
- Massimo Turci in Il leone d'inverno
- Pino Colizzi in Excalibur
- Fabrizio Pucci in Cristoforo Colombo - La scoperta
- Michele Kalamera in I vestiti nuovi dell'imperatore
- Giorgio Lopez in Paura.com